# Kalkskruvmossa
Kalkskruvmossa (Syntrichia calcicola) är en art av bladmoss som beskrevs av Jean Jules Amann 1918. Den ingår i släktet skruvmossor, och familjen Pottiaceae. Arten är reproducerande i Sverige. Inga underarter finns listade i Catalogue of Life.